# Leucosolenia falklandica
Leucosolenia falklandica är en svampdjursart som beskrevs av Breitfuss 1898. Leucosolenia falklandica ingår i släktet Leucosolenia och familjen Leucosoleniidae. Inga underarter finns listade i Catalogue of Life.